# Kemnath
 Kemnath város Németországban, Bajorország tartományában.

## Népesség
| Lakosok száma | 1413 | 2944 | 3977 | 5045 | 5319 | 5355 | 5398 | 5414 | 5578 | 5714 |
|               | 1875 | 1950 | 1975 | 1987 | 2012 | 2014 | 2016 | 2017 | 2021 | 2023 |

## Városrészek
Következik  39 városrészek léteznek:
| - Albenreuth - Anzenberg - Atzmannsberg - Beringersreuth - Berndorf - Bingarten - Bleyer - Eisersdorf - Fortschau - Gmündmühle | - Godas - Guttenberg - Hahneneggaten - Haunritz - Höflas - Hopfau - Kaibitz - Kemnath - Köglitz - Kötzersdorf | - Kuchenreuth - Lettenmühle - Lichtenhof - Lindenhof - Löschwitz - Neusteinreuth - Neuwirthshaus - Oberndorf - Oberneumühle - Pinzenhof | - Reisach - Rosenbühl - Schlackenhof - Schönreuth - Schwabeneggaten - Schweißenreuth - Tiefenbach - Waldeck - Zwergau |

## Története
1972-ig járási székhely volt. 

## Politika

### A városi tanács
A település városi tanácsa 20 választott képviselőből és a polgármesterből áll.
| Párt / Lista                          | eredmény | mandatum | változás |
| ------------------------------------- | -------- | -------- | -------- |
| CSU                                   | 29,8%    | 6        | − 1      |
| Szövetség ’90/Zöldek                  | 12,9%    | 3        | + 3      |
| SPD                                   | 11,1%    | 2        | ± 0      |
| Freie Wähler                          | 17,5%    | 3        | − 2      |
| Freie Wählergemeinschaft Kemnath-Land | 15,3%    | 3        | ± 0      |
| Christliche Landunion (CLU)           | 13,4%    | 3        | ± 0      |
| Gesamt                                | 100%     | 20       | ± 0      |

## Turistalátványosságok
- Az óváros
- A múzeum

## Kemnathhoz kötődő hírességek
- Johannes Tolhopff (sz. 1445—50 körül, Kemnath, - 1503. április 26., Regensburg) német csillagász
- Koessler János (eredeti nevén Hans [von] Koessler) (Waldeck, 1853. január 1. – Ansbach, 1926. május 23.) zeneszerző, zenepedagógus

## Fordítás
- Ez a szócikk részben vagy egészben  a   Kemnath című német Wikipédia-szócikk fordításán alapul.  Az eredeti cikk szerkesztőit annak laptörténete sorolja fel. Ez a jelzés csupán a megfogalmazás eredetét és a szerzői jogokat jelzi, nem szolgál a cikkben szereplő információk forrásmegjelöléseként.